# Любохово (Поморське воєводство)
Любохово (пол. Lubochowo) — село в Польщі, у гміні Старий Дзежґонь Штумського повіту Поморського воєводства.
Населення — 419 осіб (2011).
У 1975-1998 роках село належало до Ельблонзького воєводства.

## Демографія
Демографічна структура станом на 31 березня 2011 року:
|          | Загалом | Допрацездатний вік | Працездатний вік | Постпрацездатний вік |
| -------- | ------- | ------------------ | ---------------- | -------------------- |
| Чоловіки | 211     | 56                 | 148              | 7                    |
| Жінки    | 208     | 40                 | 130              | 38                   |
| Разом    | 419     | 96                 | 278              | 45                   |